# Antonio Pacinotti

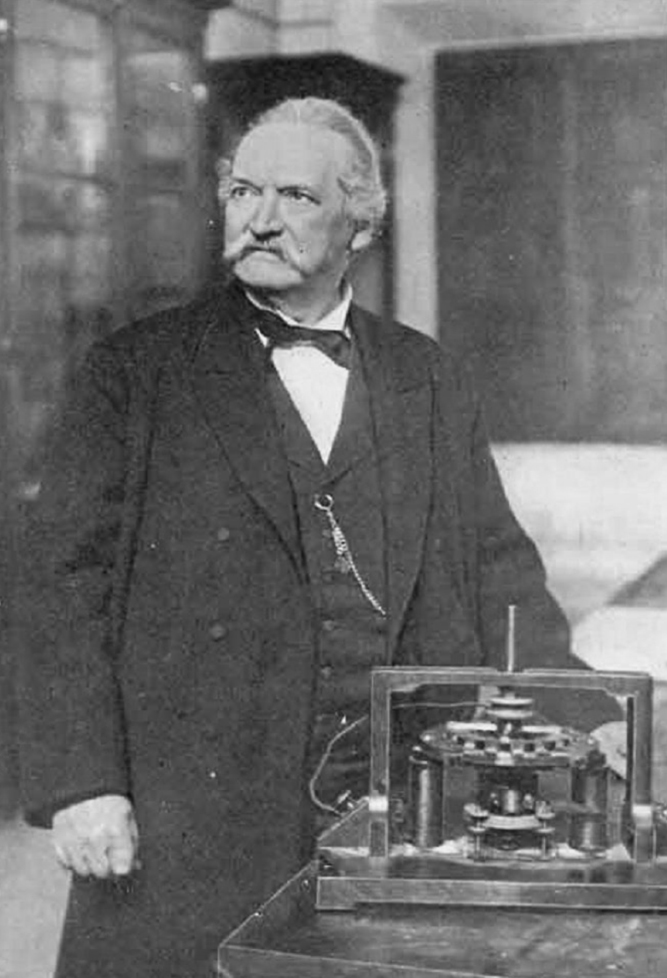
Antonio Pacinotti demonstruje urządzenie, które jest prądnicą i silnikiem elektrycznym.

Antonio Pacinotti (ur. 17 czerwca 1841 w Pizie, zm. 25 marca 1912) – włoski fizyk, profesor fizyki na Uniwersytecie w Pizie. Znany głównie jako wynalazca prądnicy z wirnikiem pierścieniowym.
Odznaczony Orderem Świętych Maurycego i Łazarza I i V klasy, Order Korony Włoch III i V klasy, Orderem Sabaudzkim Cywilnym i francuską Legią Honorową V klasy.